# 1609 en philosophie
Chronologie de la philosophie
- 1605
- 1606
- 1607
- 1608
- 1609
- 1610
- 1611
- 1612
- 1613

L’année 1609 a été marquée, en philosophie, par les événements suivants :

## Publications
- Francis Bacon : De sapientia veterum (un petit traité).

- Eustache Asseline : Summa philosophiæ quadripartita, de rebus dialecticis, ethicis, physicis et metaphysicis, Paris, C. Chastelain, 1609 ; seconde édition, Paris, 1611 ; troisième édition, Paris, 1614 ; 1616 ; 1618 ; 1619 ; Lyon, 1620 ; septième édition, Paris, 1623 ; Lyon, 1626 ; Cologne, 1629 ; 1634 ; Cologne et Genève, 1638 ; 1640 ; 1647 ; Cambridge, 1648 ; 1649.

## Décès
- 25 juillet ou 25 août à Dantzig : Bartholomaeus Keckermann (né en 1572 à Dantzig), écrivain allemand, théologien protestant, philosophe, juriste et hébraïsant. Connu pour sa Méthode analytique et pour ses écrits sur la rhétorique, il est comparé à Gérard Vossius. Son influence fut considérable en Europe du Nord et au Royaume-Uni[1].